# Der König der Könige
Der König der Könige ist der Titel eines 2025 produzierten US-amerikanisch-südkoreanischen Animationsfilms. Die Rahmenhandlung des Films basiert auf dem Roman The Life of Our Lord des britischen Schriftstellers Charles Dickens.
Der Film startete am 11. April 2025 in den US-amerikanischen Kinos; in Deutschland und Österreich lief er am 24. April 2025 an.

## Handlung
Charles Dickens lebt mit seiner Frau Catherine und seinen Kindern Walter und Mary in London. Kurz vor Weihnachten möchte er ein Theaterstück aufführen, doch der kleine Walter, der sich für König Artus hält, begeht in kindlichem Übermut einen Streich. Die Theateraufführung fällt daraufhin ins Wasser. Charles schickt seinen Sohn verärgert aufs Zimmer. Doch Catherine redet auf ihren Mann ein. Dieser beschließt daraufhin, seinen Kindern die Geschichte eines wahren Königs zu erzählen, des Königs der Könige – Jesus.
In seiner Vorstellungskraft reist Walter zusammen mit seiner Katze Willa zurück ins antike Israel zur Zeit Jesu. Er erlebt den Werdegang Jesu und sieht, wie dieser Menschen als Jünger um sich sammelt und Wunder vollbringt. Auch ist er anwesend, als die Soldaten Jesus im Garten Gethsemane verhaften und er von Pontius Pilatus zum Tod durch Kreuzigung verurteilt wird.

## Hintergrund
Der Film basiert auf dem Roman von Charles Dickens, den dieser zwischen 1846 und 1849 schrieb. Auf Deutsch trägt er den Titel „Das Leben unseres Herrn Jesus Christus“ (engl. „The Life of Our Lord“). Dickens hatte das Buch für seine eigenen Kinder geschrieben und keine Veröffentlichung geplant. Erst 64 Jahre nach dem Tod Dickens’ wurde es verlegt.